# دروازه تلیپاچ
دروازهٔ تلیپاچ یکی از دو دروازهٔ تاریخی در شهر بخارا است که تا امروز سرپا مانده‌است. از کنار این دروازه در دوردست، مناره کلان دیده می‌شود.
اگرچه دروازهٔ تلیپاچ سال‌ها پیش (و نه امروزه) جایگاه گرد‌آوری مالیات بوده و کاروان‌های فراوانی از شمال از این دروازه به بخارا درمی‌آمدند، ولی هم‌چنان یکی از نمادهای اصلی بخارا است.
دروازهٔ تلیپاچ دروازهٔ شمالی بخارا است که در سدهٔ شانزدهم به عنوان بخشی از برج و باروی شهر در زمان عبدالله‌خان دوم ساخته‌شد. از دیوارهای دفاعی که ۱۱ دروازه بخارا را به هم می‌چسباندند، امروزه چیزی نمانده‌است.
دروازهٔ تالیپچ اکنون در درون شهر و در میان خانه‌ها و باغ‌ها جای دارد. در کنار این دروازه، دروازهٔ کاراکول با همین طرح هنوز به جا مانده‌است. سردر شیخ جلال تا سال‌های پایانی سدهٔ بیستم در آنجا پابرجا بود ولی سرانجام فروریخت و مردم بازمانده‌های آن را برای بکارگیری در جایگاه مصالح ساختمانی بردند.
نزدیک دروازهٔ تلیپاچ آرامگاه چشمه ایوب جای دارد که زائران برای ارج نهادن به آیین ایوب به آنجا می‌روند. بازار بومی نیز نزدیک است.
دروازهٔ تلیپاچ و بازمانده‌های دیوارهای دفاعی شهر در فهرست میراث جهانی یونسکو گنجانده می‌باشد.

## بن مایه
- «TALIPACH GATE». centralasia-trave.com. دریافت‌شده در ۳۰ آذر ۱۴۰۰.
- «Talipach gate and landscape, 1961». credo. دریافت‌شده در ۳۰ آذر ۱۴۰۰.